# Sternidius alpha
Sternidius alpha är en skalbaggsart som först beskrevs av Thomas Say 1827.  Sternidius alpha ingår i släktet Sternidius och familjen långhorningar. Inga underarter finns listade i Catalogue of Life.